# Pierres du Cyclope
Pour les articles homonymes, voir Cyclope (homonymie).
Les pierres du Cyclope (en allemand : Zyklopensteine ; en néerlandais : Cycloopstenen) sont un ensemble d'une cinquantaine de blocs de pierre répartis sur un environ hectare dans le sud de la forêt d'Aix-la-Chapelle (en), de part et d'autre de la frontière germano-belge. L'ensemble est protégé comme monument naturel.

## Description
Ces blocs de tailles différentes sont pour la plupart composés de sable pétrifié. Le monument se trouve en grande partie à quelques mètres au sud de la frontière germano-belge, sur le ban de la commune belge de Raeren, rattachée à la province de Liège. Il est cloisonné par le fossé d'Aix-la-Chapelle (de). Quelques pierres du Cyclope se trouvent cependant sur le territoire allemand.
Les pierres du Cyclope se sont formées à partir d'une roche-mère faite de sable non solidifié datant du Crétacé supérieur, nommé « sable d'Aix-la-Chapelle » (Aachener Sand en allemand) et très répandu dans la forêt d'Aix-la-Chapelle (en) et extraite de nombreuses sablières de la région, dont la sablière Flög de Hauset. Au Santonien, le sable d'Aix s'est déposé dans une mer plate il y a entre 85 et 84 millions d'années. Le climat tropical du Crétacé supérieur et du Tertiaire a permis la formation de quartz à partir des sables du Crétacé en raison de l'infiltration de l'eau des précipitations. En raison de leurs conditions environnementales, les produits riches en acide silicique ont pénétré les couches inférieures et ont ensuite donné lieu a une pétrification des sédiments de sable. De telles formations, appelées quartzites du Tertiaire (de), sont très répandues dans les reliefs de moyenne montagne en Europe. L'érosion qui a dénudé le domaine des sables d'Aix-la-Chapelle a rendu les pierres du Cylope visibles sur le sol d'aujourd'hui.
Une théorie plus ancienne affirmait que les pierres du Cyclope se trouvaient à l'origine à une position morphologique élevée, et qu'elles auraient glissé vers leur position actuelle durant une période glaciaire. Cette théorie est aujourd'hui considérée comme réfutée.
Les pierres du Cyclope sont protégées comme monument naturel en Communauté germanophone de Belgique depuis le 6 juillet 1998.
La Gueule prend sa source dans le domaine des pierres du Cyclope. 

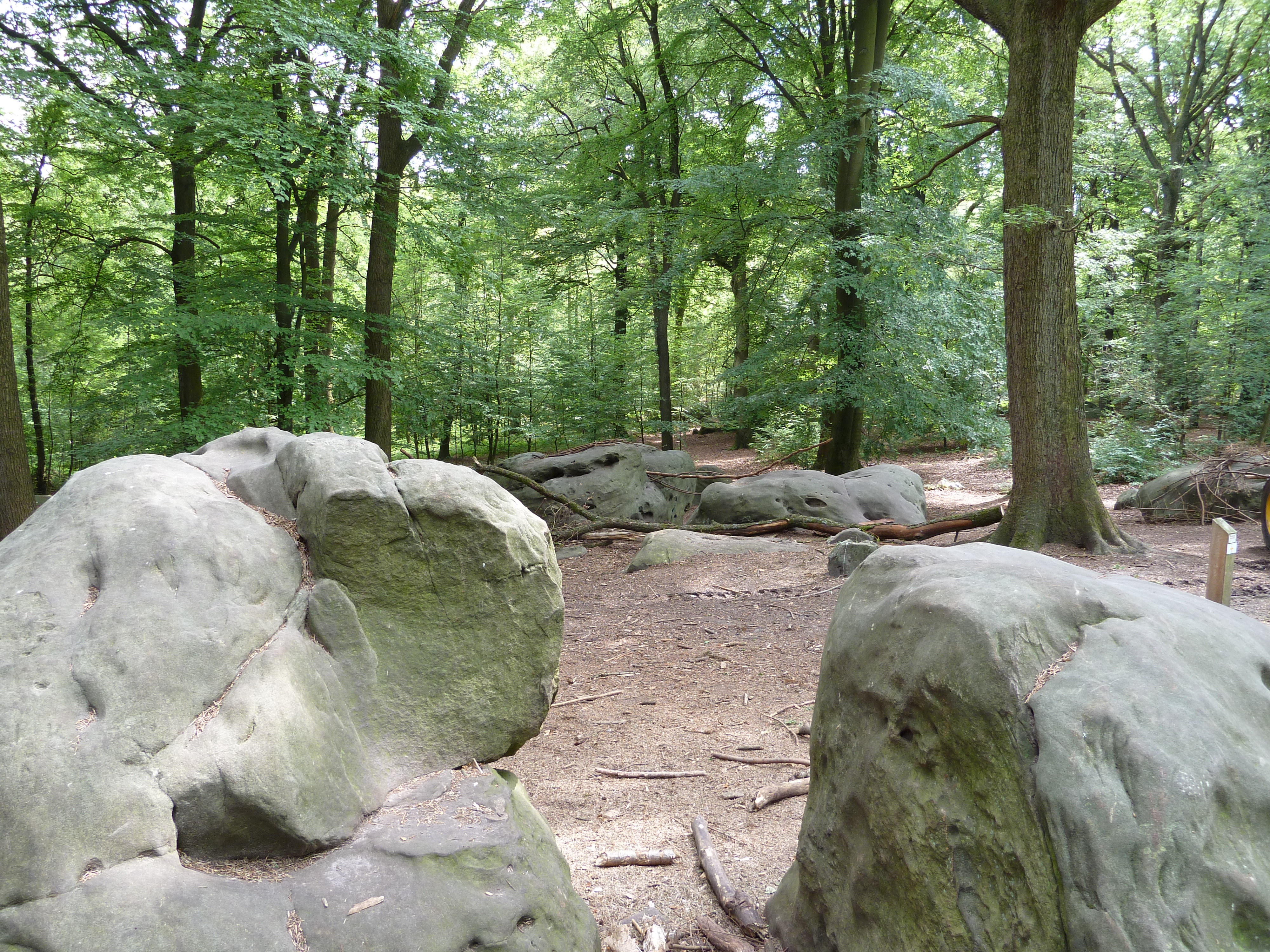
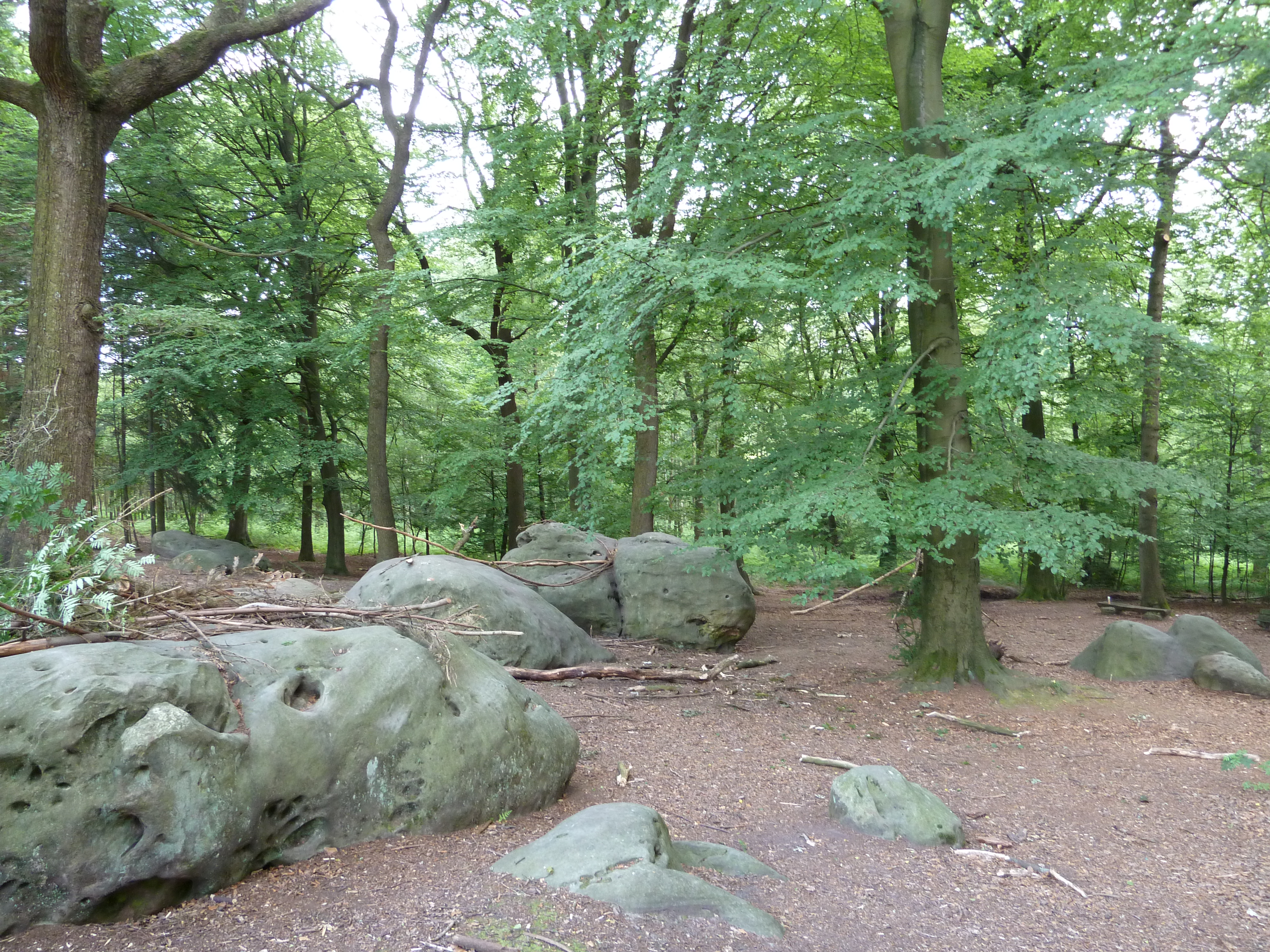
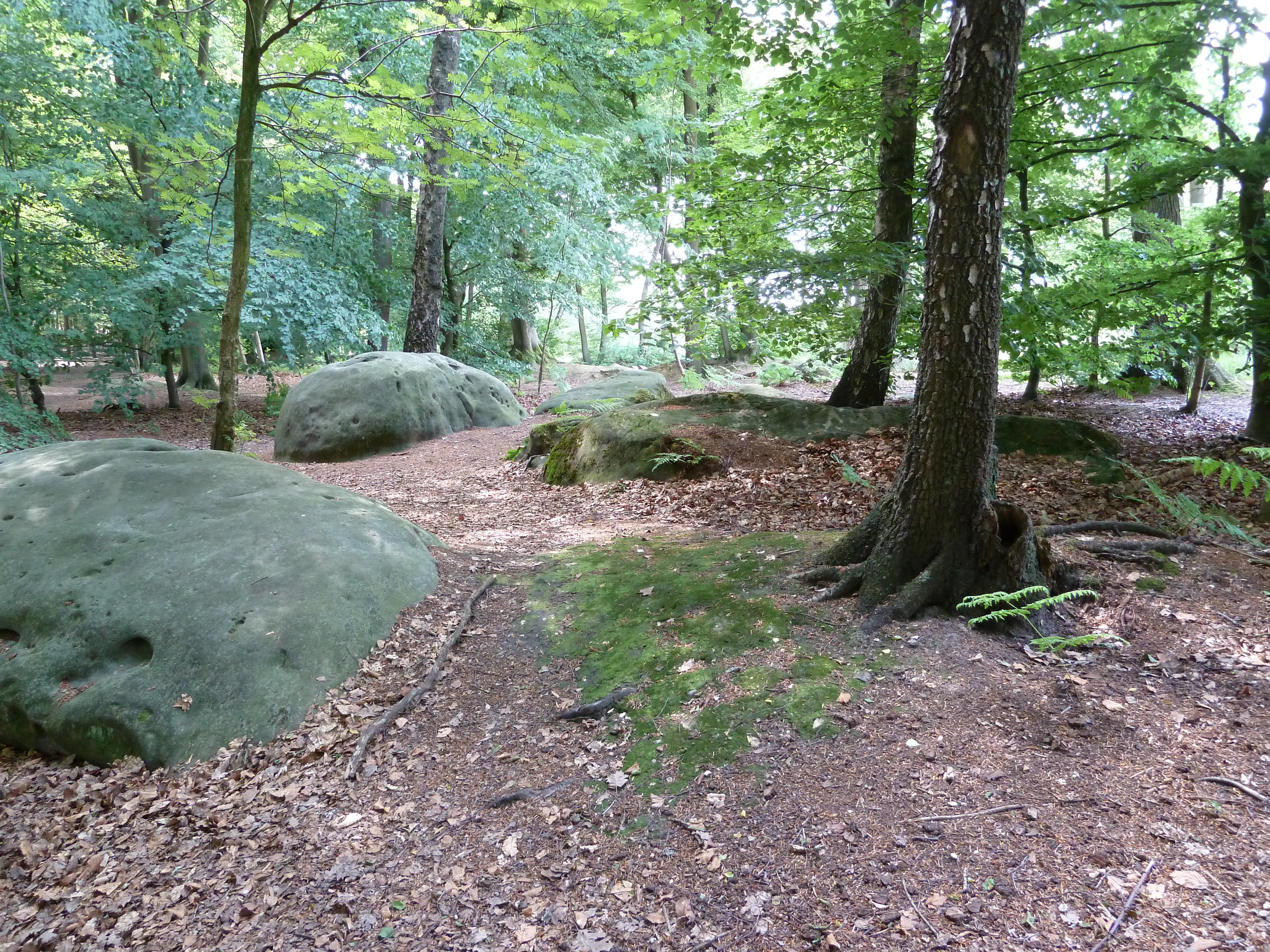
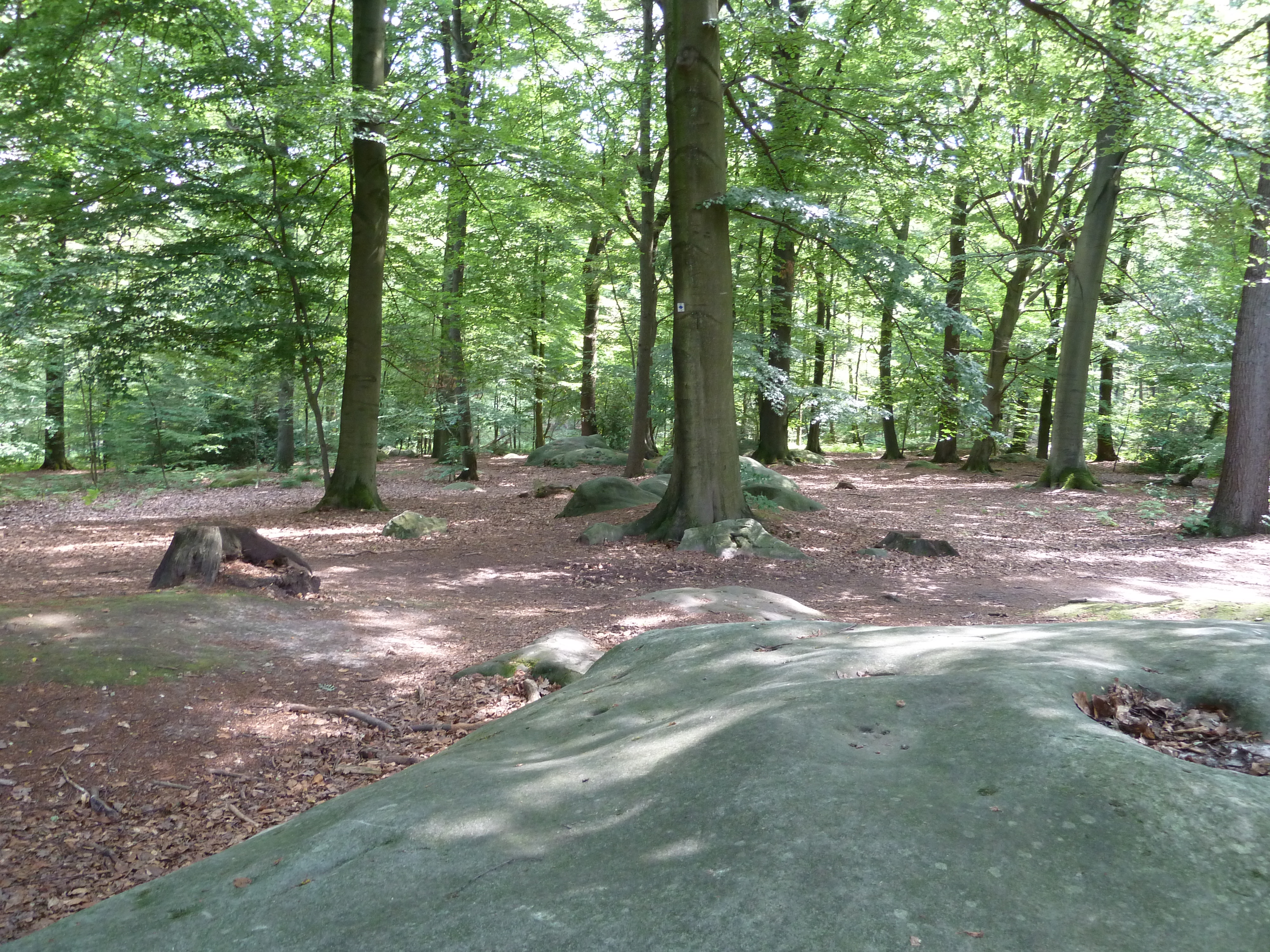
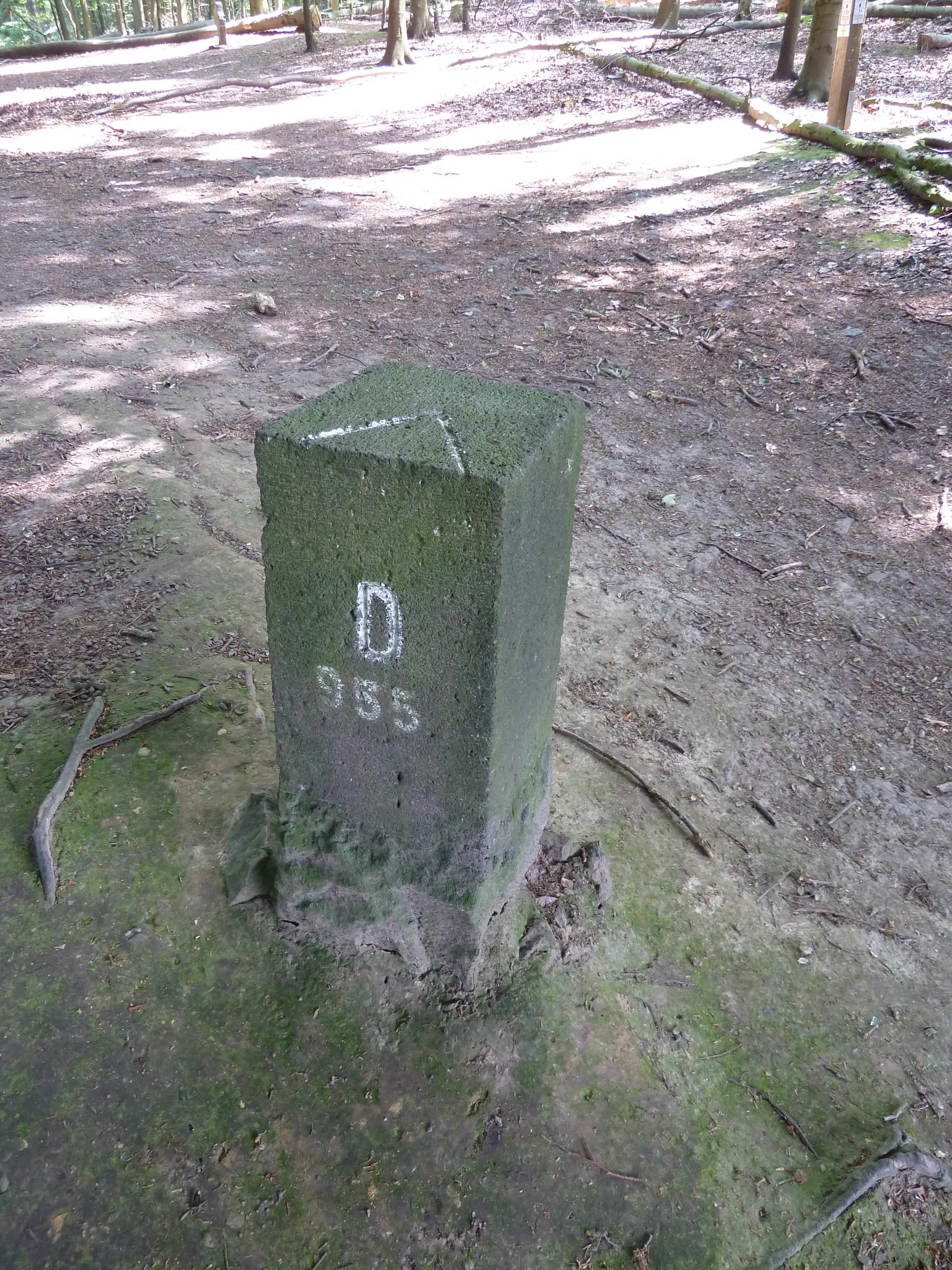